# Vezeték nélküli telefon

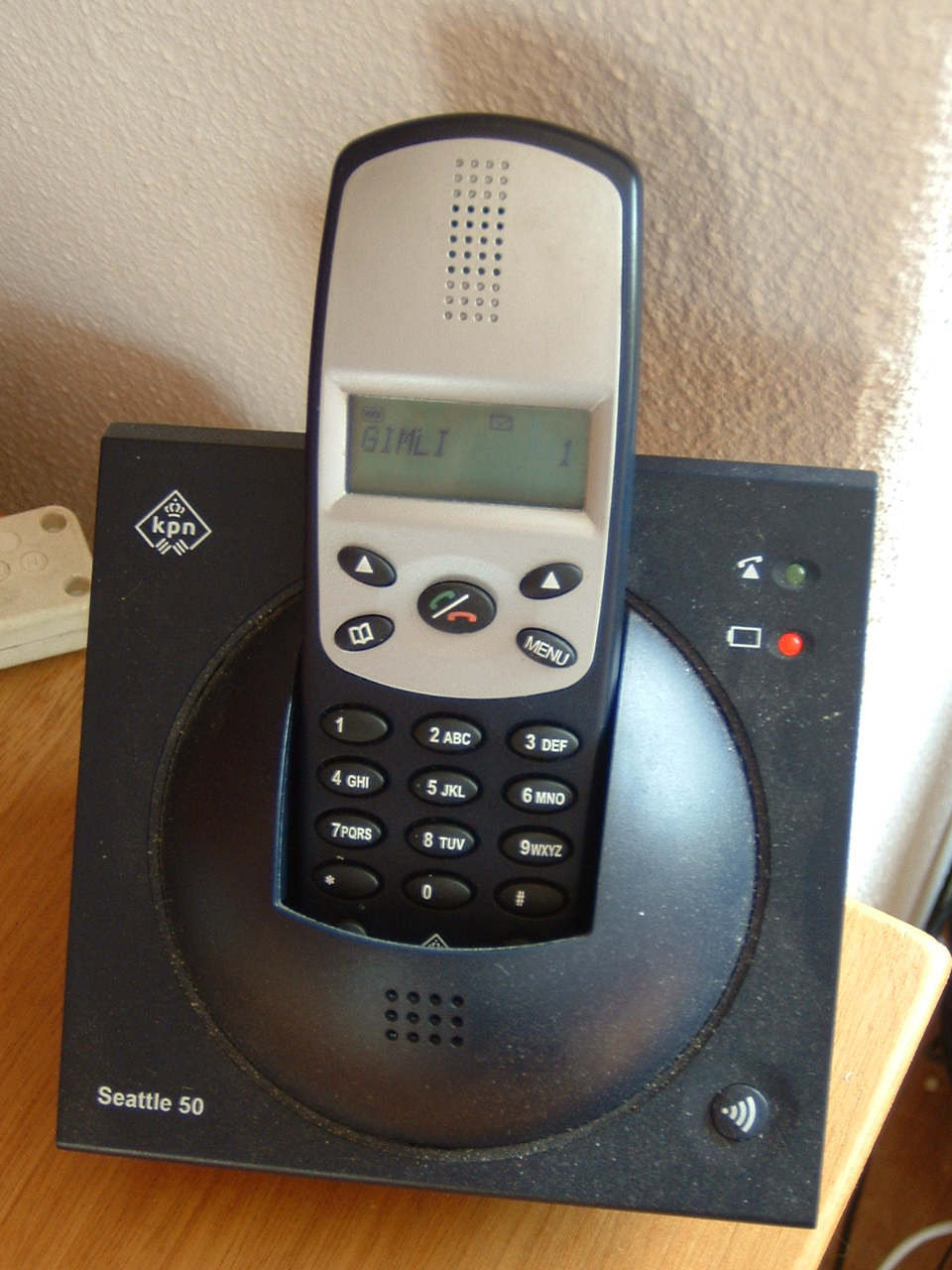
Vezeték nélküli telefon

A vezeték nélküli telefon a 20. század végén elterjedt olyan telefon, amely kisebb, mint a vezetékes, a kézben elfér, egy korlátozott helyen (pl házban, raktárban) vezeték nélküli összeköttetést biztosít a telefonközponttal.
Több fajtája ismeretes. Elsősorban a kezdetekkor lényegében 2 telefon volt, az egyik egy asztali készülék a vezeték végén, melynek kézibeszélője nem volt. Beszélgetést kihangosítóval lehetett folytatni. Ebbe illeszkedett be egy mobiltelefonhoz hasonlatos nyomógombos készülék, mely kivehető volt és kb 30 m távolságig mobiltelefonként volt használható. A beszélgetés a kézi és az asztali készülék között egy adott frekvencián történt. A készülék üzembehelyezésekor a szolgáltató feladata volt a frekvenciasáv meghatározása, környezetében ilyen frekvencián más készülék nem működhetett. Az asztali készülék és a telefonközpont közötti összeköttetés általában hagyományos, vezetékes volt.
Az ilyen telefonkészülékek lakásban, üzletekben, raktárakban hasznosak voltak, de a mobiltelefonok kezdik kiszorítani. Ezeknek már csengőhangokat is lehetett beállítani.